# Nordische Skiweltmeisterschaften 1927/Skispringen
Bei den Nordischen Skiweltmeisterschaften 1927 im Cortina d’Ampezzo in Italien wurde ein Wettbewerb im Skispringen ausgetragen.
Der Sprunglauf von der Franchetti-Schanze (K-50) fand am Sonntag, dem 6. Februar 1927 vor zahlreichen Zuschauern statt. Im Wettbewerb vermochten sich 36 Skispringer zu klassieren.
Durch das Ausbleiben der Norweger und Finnen avancierten die Schweden zu den Favoriten auf die vorderen Plätze. Tore Edman krönte sich zum Weltmeister, sein Landsmann Bertil Carlsson kam auf den dritten Rang. Den zweiten Platz holte sich mit dem Deutschböhmen Willi Dick ein Vertreter Mitteleuropas.

## Sprunglauf
| Rang | St.Nr. | Athlet                      | Land                    | Gesamt- note | Sprung 1 | Sprung 2 |
| ---- | ------ | --------------------------- | ----------------------- | ------------ | -------- | -------- |
| 1    | ?      | Tore Edman                  | Schweden                | 18,420       | 46,5 m   | 54,0 m   |
| 2    | ?      | Wilhelm Dick                | Tschechoslowakei HDW    | 17,562       | 50,0 m   | 48,5 m   |
| 3    | ?      | Bertil Carlsson             | Schweden                | 17,435       | 44,0 m   | 51,5 m   |
| 4    | ?      | Ernst Feuz                  | Schweiz                 | 16,833       | 48,0 m   | 48,0 m   |
| 5    | ?      | Franz Wende                 | Tschechoslowakei HDW    | 16,763       | 46,0 m   | 49,0 m   |
| 6    | ?      | Vitale Venzi                | Königreich Italien      | 16,527       | 49,5 m   | 49,0 m   |
| 7    | ?      | Sepp Schmid                 | Schweiz                 | 16,520       | 44,5 m   | 48,0 m   |
| 8    | ?      | Rudolf Neyer                | Deutsches Reich ÖSV     | 16,145       | 46,5 m   | 48,0 m   |
| 9    | ?      | Erich Recknagel             | Deutsches Reich DSV     | 15,562       | 48,0 m   | 46,5 m   |
| 10   | ?      | Luciano Zampatti            | Königreich Italien      | 15,104       | 38,5 m   | 49,0 m   |
| 11   | ?      | Hugo Hörtnagl               | Deutsches Reich ÖSV     | 14,904       | 43,0 m   | 44,5 m   |
| 12   | ?      | Luigi Faure                 | Königreich Italien      | 14,645       | 40,0 m   | 44,5 m   |
| 13   | ?      | Adolf Rubi                  | Schweiz                 | 14,602       | 40,5 m   | 43,0 m   |
| 14   | ?      | Otakar Německý              | Tschechoslowakei SL RČS | 14,395       | 37,0 m   | 45,5 m   |
| 15   | ?      | Adriano Fingo               | Königreich Italien      | 14,229       | 39,0 m   | 45,0 m   |
| 16   | ?      | Josef Bím                   | Tschechoslowakei SL RČS | 14,062       | 43,0 m   | 45,5 m   |
| 17   | ?      | Josef Adolf                 | Tschechoslowakei HDW    | 13,833       | 39,0 m   | 40,0 m*  |
| 18   | ?      | Andrzej Krzeptowski I       | Polen                   | 13,645       | 36,5 m   | 39,5 m   |
| 19   | ?      | Stanisław Gąsienica-Sieczka | Polen                   | 13,583       | 38,0 m   | 45,0 m   |
| 20   | ?      | Béla Szepes                 | Ungarn                  | 13,518       | 41,5 m   | 37,0 m   |
| 21   | ?      | Josef Trýzna                | Tschechoslowakei SL RČS | 13,312       | 38,5 m   | 40,5 m   |
| 22   | ?      | Gerard Vuilleumier          | Schweiz                 | 13,270       | 41,0 m   | ?        |
| 23   | ?      | Rudolf Burkert              | Tschechoslowakei HDW    | 13,269       | 52,5 m   | ?        |
| 24   | ?      | Beniamino Gally             | Königreich Italien      | 13,062       | 34,0 m   | 39,5 m   |
| 25   | ?      | Aleksander Rozmus           | Polen                   | 12,769       | 33,0 m   | 34,5 m   |
| 26   | ?      | Enrico Moiso                | Königreich Italien      | 12,624       | 32,0 m   | 34,0 m   |
| 27   | ?      | Gustav Müller               | Deutsches Reich DSV     | 12,166       | 51,0 m*  | 48,5 m   |
| 28   | ?      | Bronisław Czech             | Polen                   | 12,062       | 33,5 m   | 39,0 m   |
| 29   | ?      | Władysław Żytkowicz         | Polen                   | 12,000       | 34,0 m   | 38,5 m   |
| 30   | ?      | Hermann Freimann            | Schweiz                 | 10,542       | ?        | ?        |
| 31   | ?      | Ernesto Zardini             | Königreich Italien      | 10,290       | ?        | 42,5 m   |
| 32   | ?      | Paolo Pompanin              | Königreich Italien      | 10,145       | 40,5 m   | ?        |
| 33   | ?      | Domenico Patterlini         | Königreich Italien      | 9,750        | 39,5 m   | ?        |
| 34   | ?      | Hans Rattay                 | Österreich AÖSV         | 9,478        | ?        | ?        |
| 35   | ?      | ? Valente                   | Königreich Italien      | 8,875        | 40,5 m   | ?        |
| 36   | ?      | Johann Schult               | Deutsches Reich DSV     | 5,166        | 41,0 m*  | 40,0 m*  |
| DNF  | ?      | ?                           | -                       | -            | -        | -        |
| DNS  | ?      | Henryk Mückenbrunn          | Polen                   | -            | -        | -        |
| DNS  | ?      | ?                           | -                       | -            | -        | -        |

Datum:  Sonntag, 6. Februar 1927 
Teilnehmer:  36 gewertet;
Sprunganlage: Franchetti-Schanze (K-50)
Den weitesten Sprung des Tages schaffte Tore Edman mit 54,0 Meter. Stanisław Gąsienica-Sieczka erzielte mit 45,0 Meter neuen polnischen Landesrekord. 
Der gemeldete Pole Henryk Mückenbrunn konnte aufgrund eines beim Sprunglauf in Chamonix erlittenen Beinbruchs nicht teilnehmen.

## Zeichenerklärung
- * = Sprung als gestürzt gewertet
- DNF = Did not finish (nicht beendet, aufgegeben)
- DNS = Did not start (gemeldet, aber nicht gestartet)